# 伊藤昌庸
伊藤 昌庸（いとう まさつね、1880年（明治13年）6月20日 - 没年不詳）は、日本の内務・警察官僚、教育者。官選香川県知事。

## 経歴
山形県南村山郡山形香澄町（現:山形市香澄町）で、旧山形藩士・伊藤喜惣の二男として生まれる。貧しさのため小学校入学は9歳で、1894年にはその小学校も退学して山形県庁の給仕として採用され床次竹二郎内務部長付となる。山形郵便局雇員に転じ、書記補試験に合格。
その後、山形県尋常中学校4年に編入し、1900年に卒業。中学同期生の鈴木美通（後に陸軍中将）と共に陸軍士官学校を受験したが、眼病のため不合格となる。1904年、東京高等師範学校英語専修科を卒業し、北海道師範学校教諭に就任。1909年、東京高師研究科に入学し、1911年に卒業。同年11月、文官高等試験行政科試験に合格。1912年、内務省に入省し埼玉県属となる。
以後、埼玉県警視、同理事官・勧業課長、同庶務課長、新潟県理事官・学務課長、島根県警察部長、広島県警察部長、京都府警察部長、大分県書記官・内務部長、福島県書記官・内務部長などを歴任し、1929年に退官。
1931年12月18日、香川県知事として復帰。1932年6月28日に知事を休職。1933年6月20日に依願免本官となり退官した。
1934年3月、帝都教育疑獄への対策のため東京市教育局長に登用され、1937年11月まで在任した。